# Nanteuil-sur-Marne
Nanteuil-sur-Marne is een gemeente in het Franse departement Seine-et-Marne (regio Île-de-France) en telt 461 inwoners (2005). De plaats maakt deel uit van het arrondissement Meaux.

## Geografie
De oppervlakte van Nanteuil-sur-Marne bedraagt 1,2 km², de bevolkingsdichtheid is 384,2 inwoners per km².
De onderstaande kaart toont de ligging van Nanteuil-sur-Marne met de belangrijkste infrastructuur en aangrenzende gemeenten.

## Demografie
Onderstaande figuur toont het verloop van het inwonertal (bron: INSEE-tellingen).

## Afbeeldingen

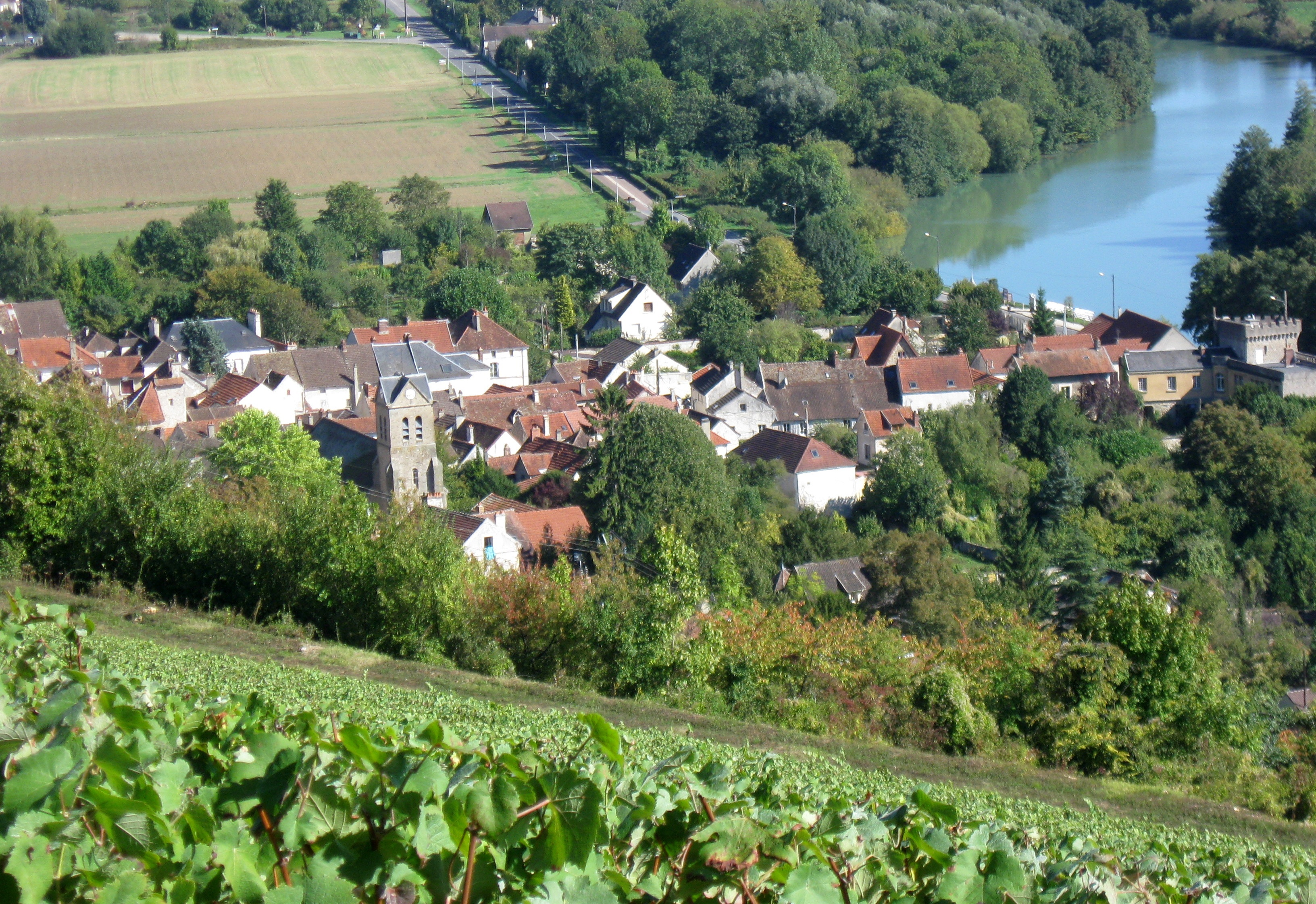
Gezicht op Nanteuil-sur-Marne
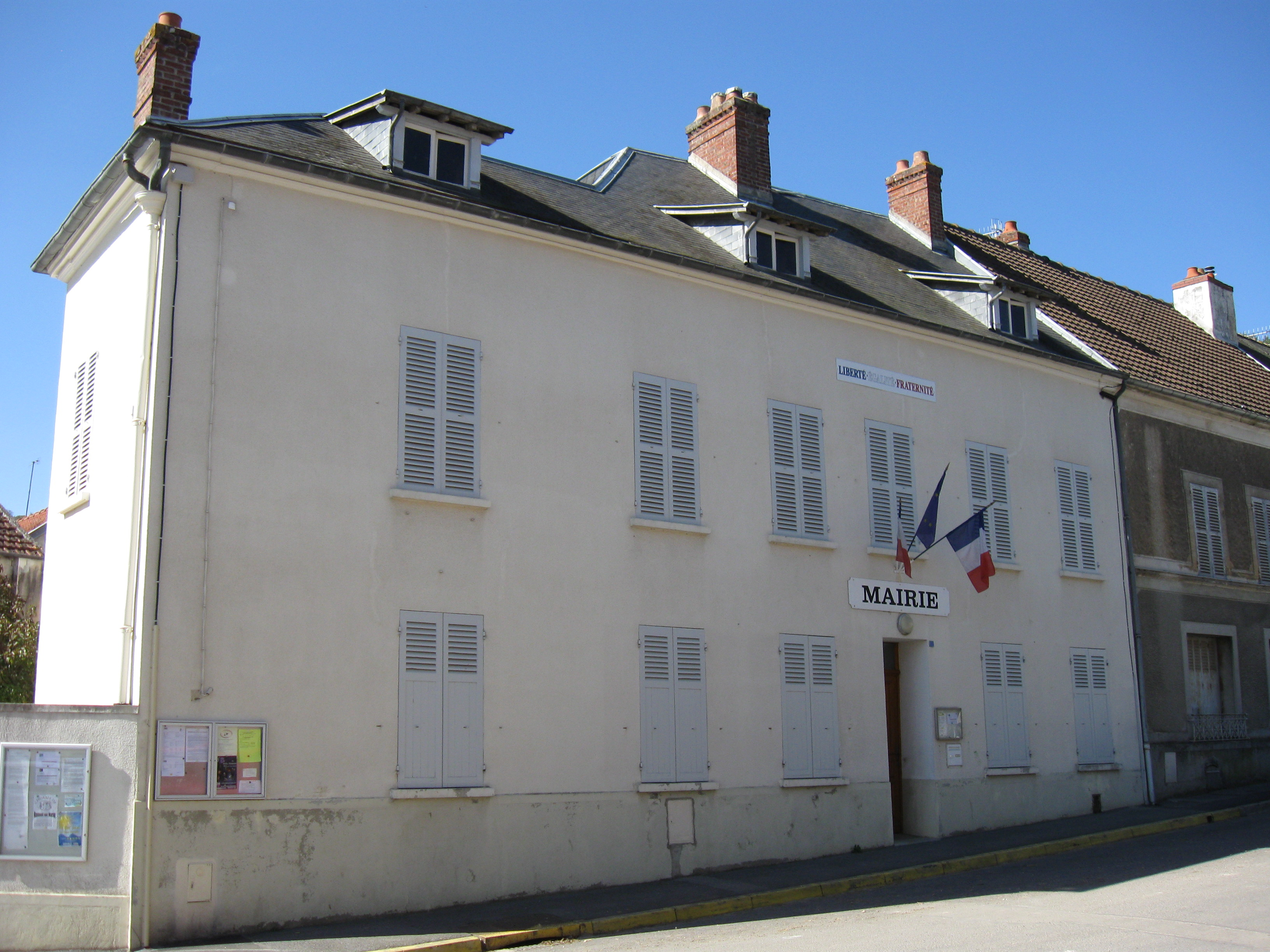
Gemeentehuis
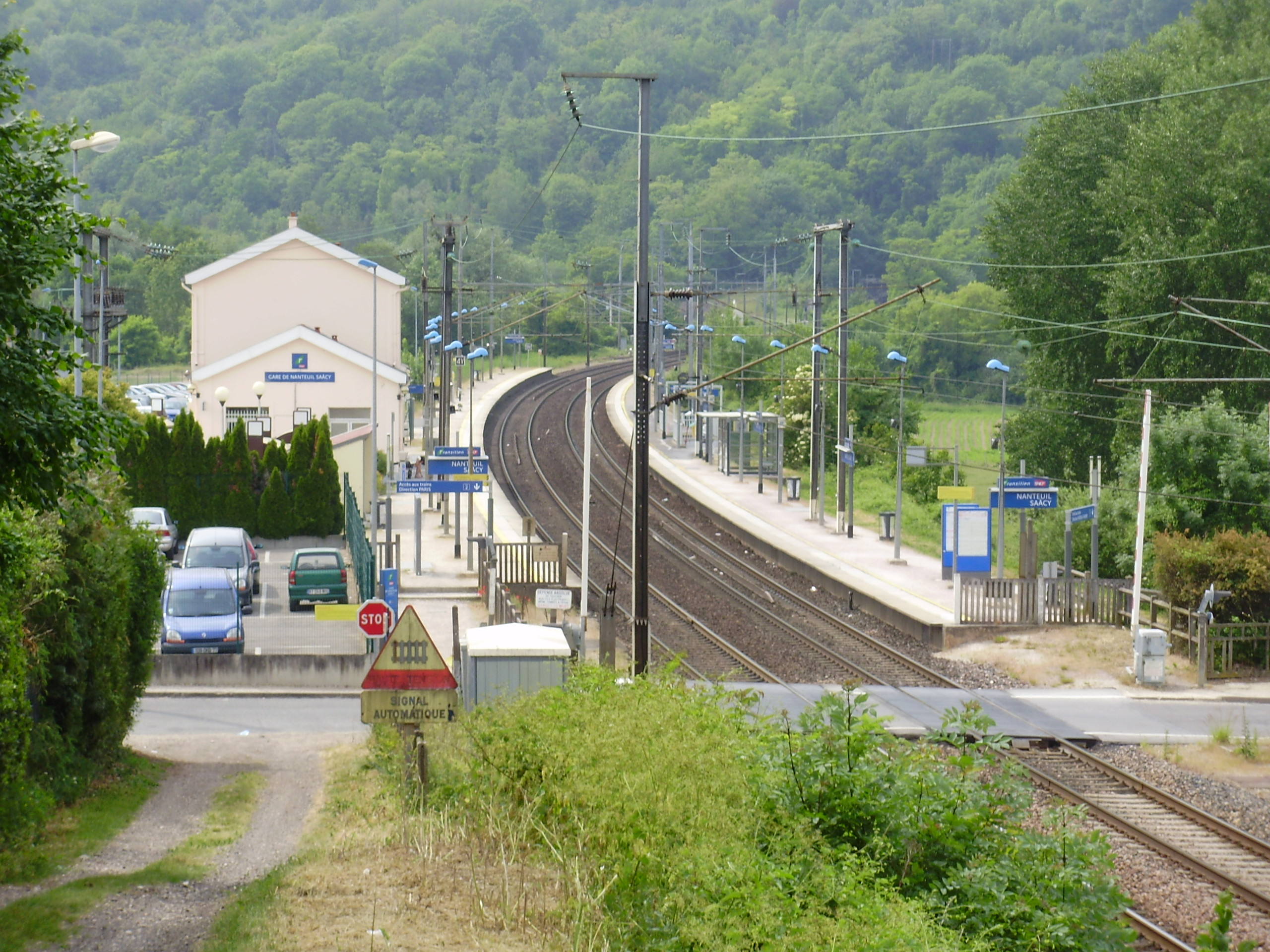
Station Nanteuil-Saâcy